# Titiyo
Titiyo Yambalu Felicia Jah (Stockholm, 23 juli 1967) is een Zweedse zangeres. Ze is een halfzus van Neneh Cherry (ze hebben dezelfde biologische vader, maar Neneh Cherry is opgevoed door haar stiefvader Don Cherry).
Titiyo werd geboren in Stockholm. Haar vader was een percussionist uit Sierra Leone, haar moeder een Zweedse danslerares. Aangespoord door haar halfzus Neneh Cherry besloot Titiyo een carrière in de muziek te beginnen en in 1990 kwamen haar eerste singles uit. Deze singles maakten haar een bekende soul-zangeres in Zweden. Met het album Titiyo schoof ze op richting de R&B en pop.
In 1992 beviel Titiyo van een kind, maar dat weerhield haar er niet van om, met medewerking van haar ouders, een tweede album op te nemen onder de titel This is.... In 1997 verscheen haar derde album Extended.
Internationale bekendheid kreeg ze in 2001 toen haar album Come Along uitkwam. De gelijknamige single werd een hit in verschillende landen, waaronder Nederland. Dit album werd geproduceerd door Peter Svensson, die ook gitarist en producer was van The Cardigans. De nummers voor dit album werden geschreven door Joakim Berg van de Zweedse groep Kent.

## Discografie
- Titiyo (1990)
- This Is Titiyo (1993)
- Extended (1997)
- Come Along (2001)
- Hidden (2008)
- 13 Gården (2015)

### Compilaties
- Best Of: A Collection of Songs and Duets from 1989-2004 (2004)
- Collection: 1988-2013 (2013)

- Bibliothèque nationale de France: cb140670866 (data)
- Gemeinsame Normdatei: 135218454
- International Standard Name Identifier: 0000 0000 5516 4273
- Library of Congress Control Number: n92014462
- MusicBrainz: 1b4bee4d-3239-4a65-8239-b62b43c23f48
- Nationale Bibliotheek van Polen: a0000003247877
- LIBRIS: 370269
- Virtual International Authority File: 348144782723003279659